# 耶魯日報
耶魯日報（Yale Daily News）是一份独立（财务和编辑上独立于耶鲁大学）的校刊，由位于美國康乃狄克州纽黑文的耶鲁大学学生自1878年1月28日起出版。它声称是美国最古老的大学日报 。